# 迪韋里亞河
迪韋里亞河是歐洲的河流，屬於托切河的支流，流經瑞士的瓦萊州和意大利的韋爾巴諾-庫西亞-奧索拉省，平均流量每秒0.78立方米。
46°15′3″N 8°2′20″E / 46.25083°N 8.03889°E